# ألبرت براون (طبيب أسنان)
ألبرت براون (بالإنجليزية: Albert Brown)‏ هو طبيب أسنان أمريكي، ولد في 26 أكتوبر 1905، وتوفي في 14 أغسطس 2011.